# Штурко Юрій Юрійович
Юрій Юрійович Штурко (* 8 жовтня 1984, Кривий Ріг) — український футболіст, нападник запорізького «Металурга».

## Клубна кар'єра
Вихованець криворізького футболу, у ДЮФЛ виступав за футбольну школу «Кривбасу». На професійному рівні розпочав виступи 2002 року у херсонському «Кристалі», що змагався у другій лізі чемпіонату України. У Херсоні провів два сезони, сезон 2004—2005 відіграв за іншу друголігову команду — «Зірку» з Кіровограда.
2005 року повернувся до Кривого Рогу, однак до основної команди «Кривбасу» не пробився, сезон 2005—2006 провів, захищаючи кольори другої команди клубу. Наступного сезону пробував сили у луцькій «Волині», однак відігравши за лучан лише один матч, перебрався до Миколаєва, де виступав за місцевий муніципальний клуб. Згодом два сезони відіграв у складі клубу «Дністер» з Овідіополя.
Чергове повернення до рідного міста відбулося на початку сезону 2009—2010 на запрошення головного тренера «Кривбасу» Олега Тарана. У криворізькій команді став одним із гравців основного складу команди, провівши протягом осінньої частини першості 14 ігор. Однак навесні новий тренер «Кривбасу» Юрій Максимов припинив випускати нападника на поле і по завершенні сезону 2009—2010 він перейшов до «Закарпаття», яке саме втратило місце в елітному дивізіоні і готувалося до нового сезону у першій лізі.
Після одного сезону, проведеного у закарпатському клубі, влітку 2011, приєднався до складу іншого на той час першолігового клубу, запорізького «Металурга».